# 王一彪
王一彪（1964年4月—），男，湖南衡南人，中华人民共和国政治人物。

## 生平
1986年， 毕业于湖南师范大学政治系。之后考入中国人民大学哲学系，1989年获研究生硕士学位。同年进入中宣部宣传局城市处工作。1995年，担任中宣部宣传教育局企业处助理调研员、副处长。2000年，担任中宣部宣传教育局企业处正处级副处长、处长。2004年，任中宣部政策法规研究室副主任。2008年，任中宣部政策法规研究室巡视员、副主任。2014年，任人民日报社秘书长。2015年，担任人民日报社编委委员、秘书长。2016年，担任人民日报社副总编辑、秘书长。2016年，升任人民日报社副总编辑。同年出任人民网董事长。